# Louis Rollin
Pour les articles homonymes, voir Rollin.
 (septembre 2024).
Louis Rollin, né le 27 mars 1879 à Uzerche (Corrèze) et mort le 3 novembre 1952 à Paris (Seine), est un homme politique français.

## Biographie
Après des études secondaires à Limoges, puis supérieures, en droit, à Paris, Louis Rollin devient avocat, spécialisé dans le droit civil.
De convictions conservatrices, il adhère à la Fédération républicaine, il entame sa carrière politique en 1910, lorsqu'il est élu conseiller général de la Seine et conseiller municipal du 5e arrondissement de Paris.
Dans ces fonctions, il s'investit dans la restauration des Arènes de Lutèce.
Candidat aux législatives de 1914 dans son arrondissement, il est battu au second tour par Paul Painlevé.
Quelques mois plus tard, il s'engage volontairement pour participer à la première guerre mondiale. Son action militaire lui vaut la croix de guerre et la légion d'honneur.
En 1919, il est élu député, sur une liste d'entente républicain et démocratique et siège dans ce groupe à la Chambre des députés. Son travail parlementaire est principalement consacré aux questions qu'il maîtrise professionnellement, notamment celle des loyers ou de la propriété commerciale.
Réélu en 1924, il siège au sein du groupe des Républicains de gauche, qui se situe au centre-droit. Pendant ce mandat, il défend et obtient la suppression des bagnes militaires d'Afrique du Nord.
Il conserve son mandat, au scrutin majoritaire, en 1928. Il entre au gouvernement en novembre 1929, comme ministre de la marine marchande, dans le gouvernement d'André Tardieu.
Dans ces fonctions, il met en place l'œuvre des pupilles de la marine marchande, et crée l'ordre du mérite maritime. Il prend aussi la décision de la construction du Normandie.
Ecarté du court ministère Steeg (décembre 1930-janvier 1931), il prend le portefeuille du commerce et de l'industrie dans le gouvernement mené par Pierre Laval à la fin de janvier 1931, et le conserve jusqu'en février 1932. Dans le gouvernement mené par André Tardieu, à partir de février 1932 et jusqu'aux législatives de mai, il demeure ministre du commerce, mais associé cette fois-ci aux PTT.
Réélu député, siégeant au sein du groupe du Centre républicain, il revient au gouvernement après l'échec du cartel des gauches. Il est ministre des colonies d'octobre 1934 à janvier 1936, dans quatre gouvernements successifs.
Il est réélu en 1936 et siège cette fois au groupe des républicains de gauche et radicaux indépendants. La poussée de la gauche, malgré les déboires du Front populaire, l'écarte pendant cette législature des responsabilités gouvernementales. Il est cependant élu vice-président de la Chambre en 1938.
Il lui faut attendre le déclenchement de la seconde guerre mondiale pour revenir aux affaires, comme ministre du commerce et de l'industrie de Paul Reynaud, à partir de mars 1940, puis ministre des colonies le 18 mai.
Il fait partie des 6 ministres qui, lors de l'avant-dernier conseil des ministres du cabinet Reynaud le 15 juin 1940, souhaitent la poursuite des combats et refusent la proposition Chautemps de demander les conditions d'un armistice à l'Allemagne (les autres étant Delbos, Marin, Monnet, Rio, Sérol, contre 13 ministres en faveur de la proposition Chautemps : Baudouin, Bouthillier, Chautemps, Chichery, Eynac, Frossard, Jules-Julien, Pernot, Pétain, Pomaret, Queuille, Thellier, Ybarnégaray).
Il se prononce pour que le gouvernement poursuive l'action militaire depuis l'Afrique du Nord, sans succès. Il vote néanmoins en faveur de la délégation des pleins pouvoirs à Philippe Pétain. Il est cependant rapidement en désaccord avec les orientations du régime de Vichy, et entre en contact à l'été 1940 avec un réseau de résistance, Ceux de la Libération – Vengeance. Par ce canal, il transmet des informations militaires qu'il arrive à collecter. De même il met à profit son poste de conseiller municipal de Paris, qu'il n'a pas abandonné, pour fournir des faux papiers à des résistants ou personnes recherchées par les autorités d'occupation. Il en héberge certains, et participe à la création de caches d'armes.
Frappé d'inéligibilité pour son vote de juillet 1940, il ne parvient pas à la faire lever en avril 1945, mais se présente tout de même aux élections municipales à Paris, et est élu.
Il conteste alors le recours en annulation et, grâce à de nouveaux témoignages, notamment de Paul Reynaud et de Pierre Schnell, obtient en septembre 1945 la levée de son inéligibilité.
L'élection de l'assemblée constituante ayant lieu quelques jours plus tard, il ne peut s'y présenter, mais soutient la liste du Parti républicain de la liberté, menée par Édouard Frédéric-Dupont.
L'année suivante, c'est lui qui mène la liste, violemment combattue par les communistes, qui rappellent son vote de 1940. Il obtient cependant 19,9 % des voix et est élu député. Réélu en novembre, avec 17,1 % des voix cette fois, il participe activement à la réforme de la Haute Cour de Justice, adoptée en juillet 1947.
Il dépose aussi plusieurs propositions visant à l'amnistie des faits de collaboration, entre 1947 et 1950.
Il s'intéresse aussi à la condition pénitentiaire et propose des mesures de libéralisation du régime carcéral. En février 1951, il dénonce l'état des prisons lors du débat du budget de la justice.
Sur les questions de politique générale, il est souvent impliqué dans des joutes oratoires, parfois violentes, avec les communistes. Il dénonce aussi l'action politique des organisations syndicales, sans mettre FO à l'écart.
De nouveau candidat en 1951, il subit la défection de Frédéric-Dupont, passé au RPF, et n'obtient que 9,2 % des voix, ce qui est cependant suffisant pour qu'il soit réélu.
Malade, il obtient début août 1952 un congé de l'assemblée. Il meurt quelques semaines plus tard le 3 novembre en son domicile 87 boulevard Saint Michel dans le 5e arrondissement de Paris, à l'âge de 73 ans.

## Mandats et fonctions ministérielles
- Député de la Seine de 1919 à 1940 sous l'étiquette de l'URD puis de l'ARD et de 1946 à 1952 sous l'étiquette du Parti républicain de la liberté puis du CNIP. En mai 1920, il a été nommé membre du comité directeur de la Ligue des patriotes présidée par Maurice Barrès[4].
- Ministre de la Marine Marchande du 3 novembre 1929 au 21 février 1930 dans le gouvernement André Tardieu (1)
- Ministre de la Marine Marchande du 2 mars au 13 décembre 1930 dans le gouvernement André Tardieu (2)
- Ministre du Commerce et de l'Industrie du 27 janvier 1931 au 3 juin 1932 dans les gouvernements Pierre Laval (1), Pierre Laval (2), Pierre Laval (3) et André Tardieu (3)
- Ministre des Colonies du 13 octobre 1934 au 24 janvier 1936 dans les gouvernements Gaston Doumergue (2), Pierre-Étienne Flandin (1), Fernand Bouisson et Pierre Laval (4)
- Ministre du Commerce et de l'Industrie du 21 mars au 18 mai 1940 dans le gouvernement Paul Reynaud
- Ministre des Colonies du 18 mai au 16 juin 1940 dans le gouvernement Paul Reynaud

## Décorations
- Chevalier de la Légion d'honneur
- Croix de guerre 1914–1918
- Commandeur de l'ordre du Mérite maritime, de droit en tant que ministre de la Marine marchande[5].
- Commandeur de l'ordre du Mérite commercial, de droit en tant que ministre du Commerce et de l'industrie[6].